# Adoção LGBT no Brasil
A adoção de filhos por LGBTs no Brasil teve início na década de 1990.
A adoção individual de crianças e adolescentes por pessoa lésbica, gay, bissexual ou transgênero (LGBT) no Brasil é possível de acordo com o Estatuto da Criança e do Adolescente, já que a lei vigente não define quaisquer restrições quanto a orientação sexual ou a identidade de gênero do adotante.
A adoção conjunta de crianças e adolescentes por casais do mesmo sexo no Brasil é legal de acordo com uma decisão da Quarta Turma do Superior Tribunal de Justiça (STJ), em uma votação 5-0, proferida em 27 de abril de 2010.
Em 16 de agosto de 2010, o Ministro Marco Aurélio Mello, do Supremo Tribunal Federal (STF), decidiu em favor do pedido de adoção de um casal do mesmo sexo formado por um cidadão britânico e um brasileiro, no estado do Paraná. O Ministro entendeu que a limitação quanto ao sexo e à idade dos adotandos em razão da orientação sexual dos adotantes é inadmissível.
Em 5 de março de 2015, a Ministra Cármen Lúcia, também do Supremo Tribunal Federal, decidiu que casais homoafetivos possuem o direito de adotarem crianças, independentemente da idade, sendo tal delimitação discriminatória. 

Essas decisões do Superior Tribunal de Justiça e do Supremo Tribunal Federal e o reconhecimento da união estável e o estabelecimento do casamento civil de pessoas do mesmo sexo, garantiu a casais homoafetivos de todo o Brasil o direito de adotarem conjuntamente  crianças e adolescentes, além de enteados.

Status legal da adoção por casais do mesmo sexo na América do Sul
Adoção conjunta legal
Adoção de enteado legal
Adoção para homossexuais ilegal
Homossexualidade ilegal
Desconhecido

Também, casais do mesmo sexo possuem acesso as técnicas de reprodução assistida, assegurada a paternidade e a maternidade automática para ambos ou cônjuges ou companheiros após o nascimento da criança. 
Na América, apenas Argentina, Brasil, Canadá, Guiana Francesa e Uruguai reconhecem este direito em todo o território dos países. A adoção por pessoas homossexuais começou no Brasil em 1996, quando o primeiro caso registrado ocorreu no estado do Rio de Janeiro. Depois disso, vários casos aconteceram no resto do país. No Brasil, 20% dos casais do mesmo sexo têm filhos, enquanto nos Estados Unidos a taxa é de 16%.

Status legal de adoção por casais do mesmo sexo em todo o mundo.
Adoção conjunta e adoção de enteados